# Anthoceros caucasicus
Anthoceros caucasicus és una espècie de planta no vascular antocerota de la família Anthocerotaceae. Són plantes monoiques que formen rosetes irregulars de mida variable. El tal·lus és de color verd fosc i presenta lòbuls lacelats freqüentment ondulats. Els anteridis medeixen de 120-180 µm. La càpsula és cilindrica de fin a 4 centímetres de llarg. Produeix espores translúcides de color grisós o negre de 40-60 µm.
És una espècie pionera, habita talussos humits o en surgències, sovint sobre substrat àcid de l'estatge basal i montà. Distribuït arreu de la Macaronèsia, l'Àfrica occidental així com a certs punts d'Europa (Península Ibèrica, Caucas, Països Baixos…). Es creu que a Europa és un relicte tropical del terciari.